# Lutherkirche (Pforzheim)
Die Lutherkirche in Pforzheim in Baden-Württemberg wurde 1953/54 nach Plänen von Olaf Andreas Gulbransson erbaut. Sie steht als Kulturdenkmal unter Denkmalschutz. Die zugehörige Gemeinde gehört zur Evangelisch-Lutherischen Kirche in Baden.

## Geschichte
Die Lutherkirche wurde nach Plänen von Olaf Andreas Gulbransson erbaut. Für Gulbransson war es der erste Kirchenbau. Das Gebäude ist geprägt von der noch unbeholfenen Hand des jungen Architekten, der erst mit seinen späteren Bauten zu der für ihn charakteristisch gewordenen Zeltform mit zentralem Altar finden sollte. Gleichermaßen ist die Kirche auch von der schnellen Bauweise der Nachkriegszeit geprägt. Die Grundsteinlegung fand am 20. September 1953 statt, nach etwa sechsmonatiger Bauzeit wurde die Kirche am 28. März 1954 eingeweiht.
In der Kirche hat sich die originale Ausstattung der Bauzeit erhalten. Im Vorfeld einer Renovierung wurde die Kirche 1991 unter Denkmalschutz gestellt.

## Beschreibung
Die turmlose und äußerlich unauffällige Kirche hat den Grundriss eines gestreckten Sechsecks. Unter dem Kirchenraum befinden sich Gemeinderäume. Durch eine raffinierte, für die Gemeinde nicht sichtbare Anordnung der Fenster wird der Altarbereich natürlich ausgeleuchtet.
Zur Ausstattung der Kirche zählen der Taufstein von Ulfert Jansen, der Altar von Michael Dux, das Altarkruzifix von Helmut Amman, das Altarfenster von Joseph Oberberger und Arno Bromberger unter Verwendung von Scherben des Augsburger Doms sowie Lampen und Altarleuchter nach Entwürfen des Architekten. Dessen Vater, der Karikaturist Olaf Gulbransson, entwarf die Eingangstür mit dem Relief einer Lutherfigur.